# Ilhéu da Vila

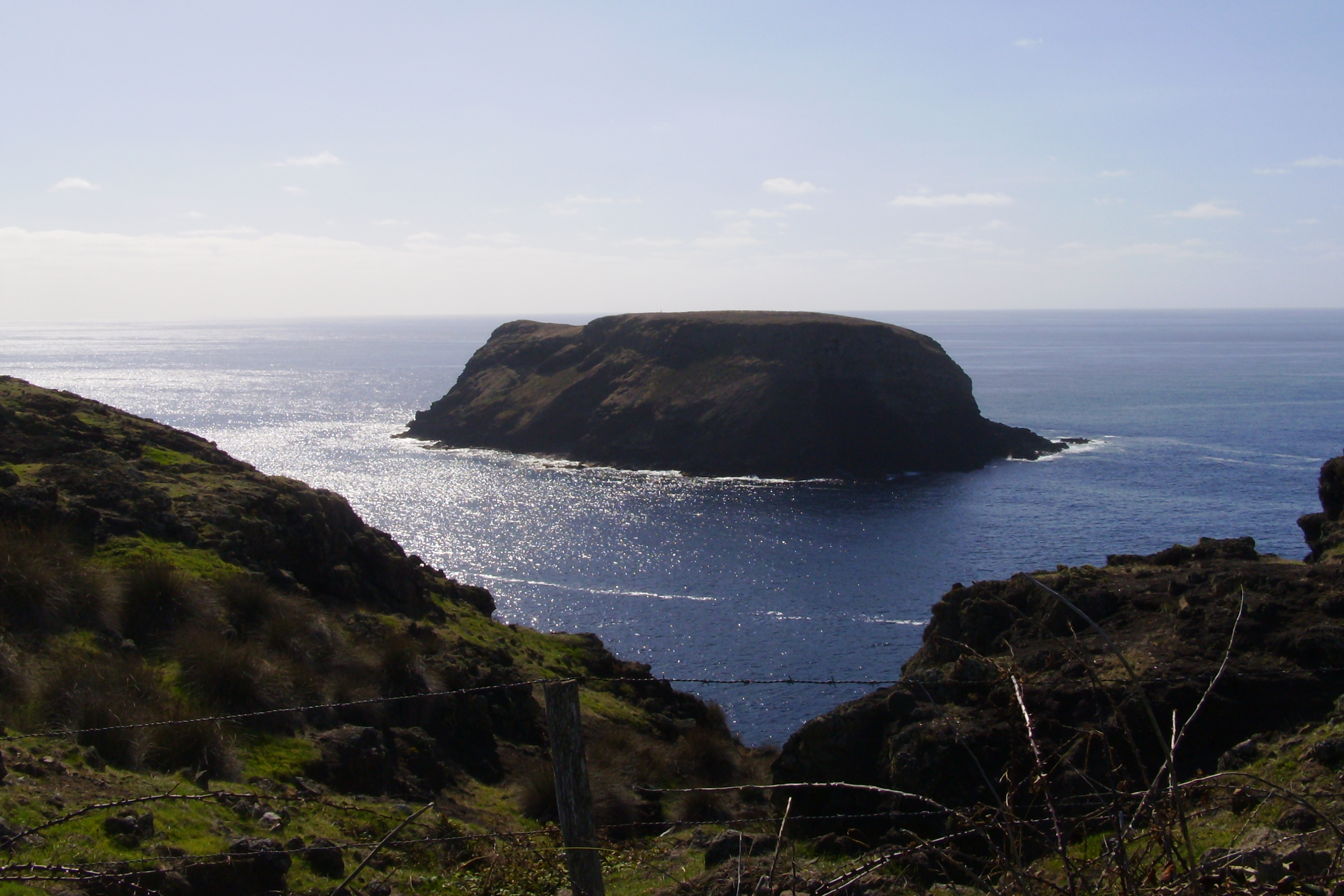
Ilhéu da Vila

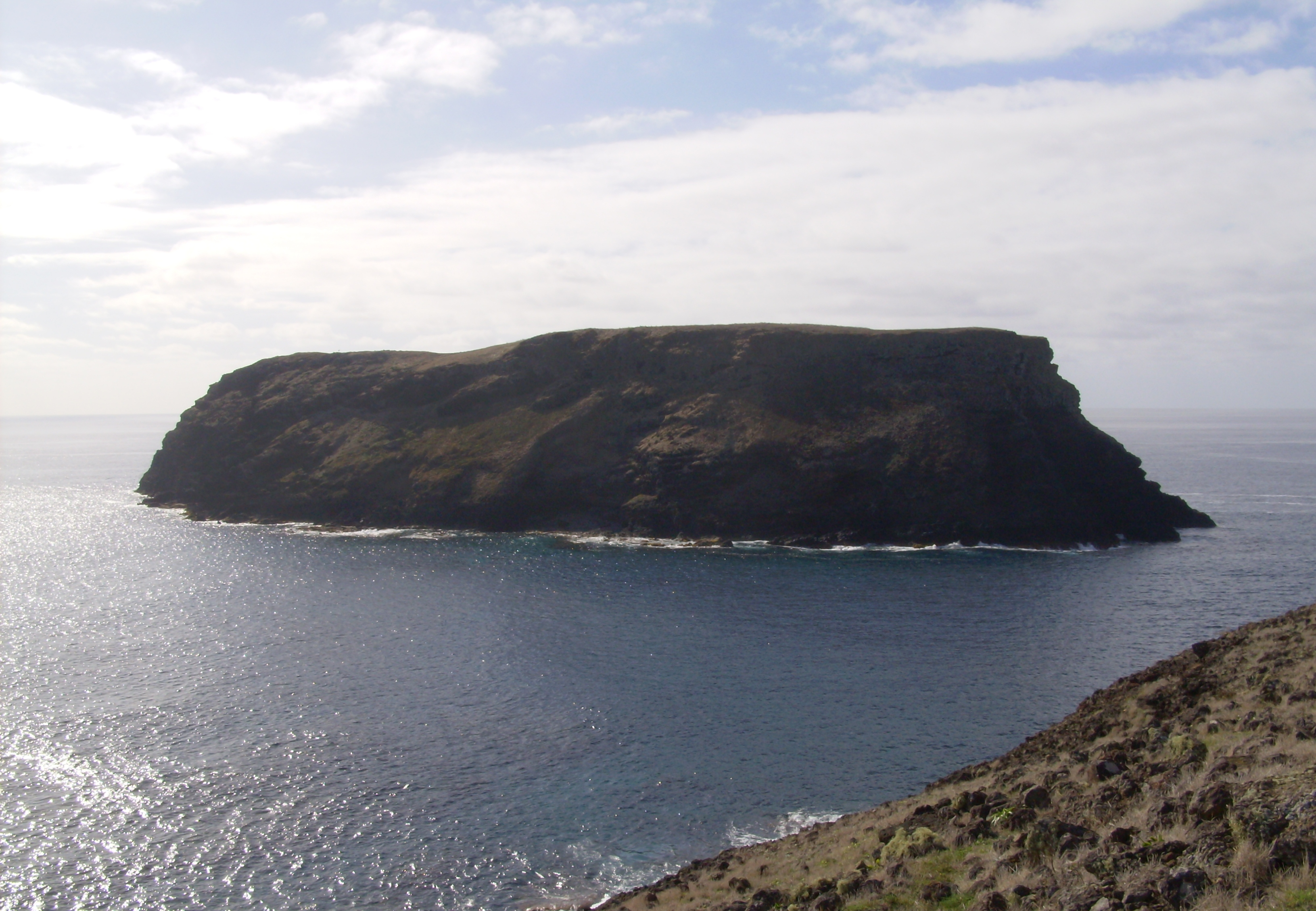
Ilhéu da Vila

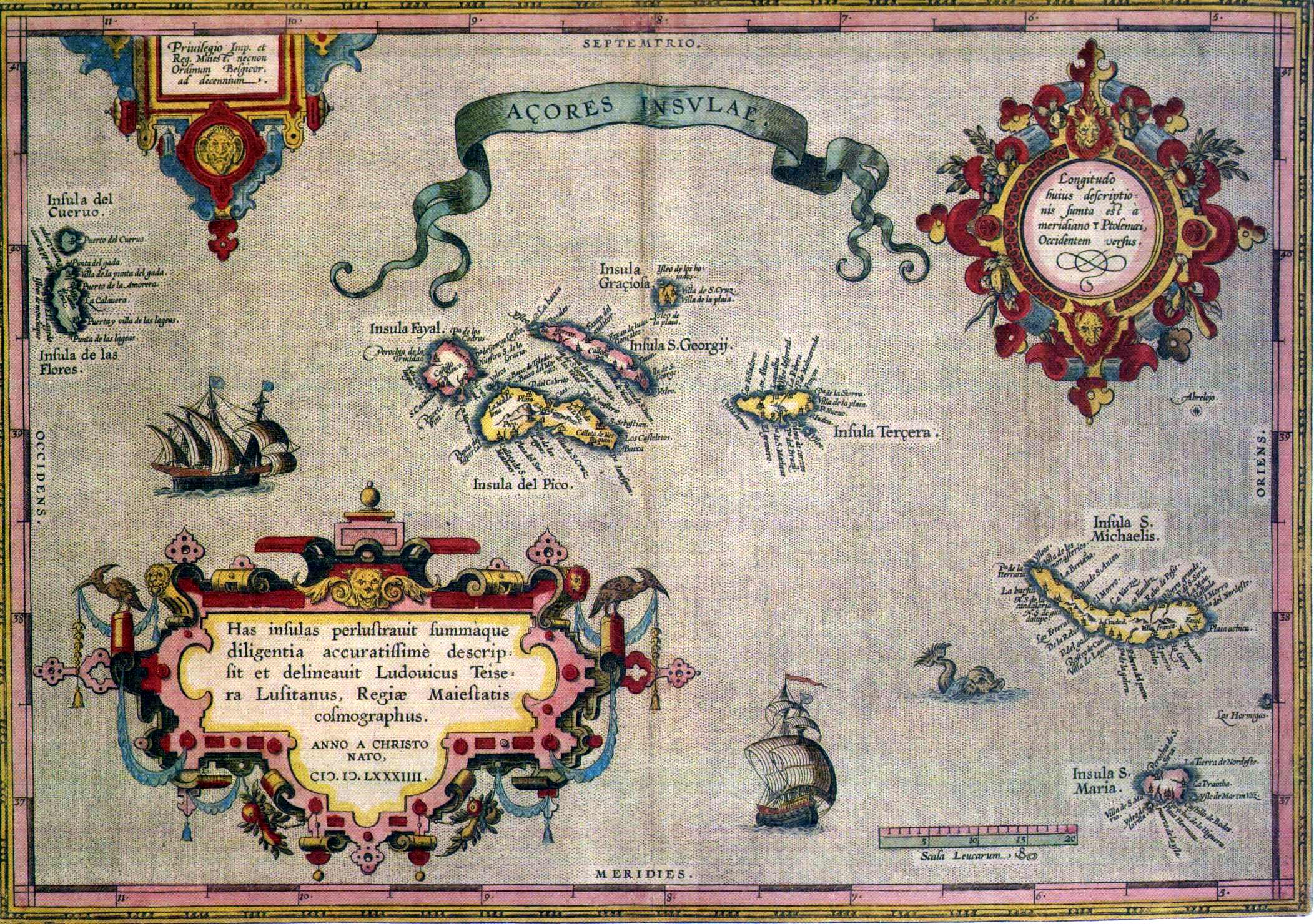
Mapa dos Açores (Luís Teixeira, c. 1584)

O Ilhéu da Vila localiza-se na freguesia da Vila do Porto, concelho da Vila do Porto, na costa sudoeste da ilha de Santa Maria, na Região Autónoma dos Açores, em Portugal. Dista cerca de 280 metros a sul da Ponta do Poção.

## História
Encontra-se assinalado no "Mapa dos Açores" (Luís Teixeira, c. 1584) como "Yslea de la villa" e, em mapas posteriores nele baseados como "Ilheo do sal".
Na mesma época, é referido por Gaspar Frutuoso, que regista:
"Por experiência, está visto que todos os anos, véspera de Nossa Senhora da Anunciação, ou ao dia (se tardam, pode ser um dia ou dois) antes ou depois, vão criar à ilha, no ilhéu, que está junto da Vila um tiro de espingarda da terra, defronte da Ribeira Seca, grande soma de garajaus, que dizem vir de umas ilhas que estão junto de Berbéria, ou da mesma Berbéria, que, por ser terra muito quente, não podem lá criar, porque lhe queima ou gora o Sol ou areia quente, com seus raios, os ovos; e, porque ali no ilhéu lhos queimaram um ano, se absentaram, mas já tornam a criar nele; os quais fazem proveito na terra, porque a alimpam do gafanhoto, que faz também muita perda nos trigos; toma-se também muitas cagarras nas rochas, de que fazem graxa."
É propriedade da Fundação dos Botelhos de Nossa Senhora da Vida, com sede na ilha de São Miguel.

## Características
Com cerca de 7,7 hectares de área emersa, caracteriza-se pelos seu fundo marinho formado principalmente por escoadas lávicas dotadas de uma morfologia irregular onde surgem alguns tubos de lava que dão origem a grutas submarinas. No interior destas, encontra-se uma grandes diversidade de esponjas e diversos crustáceos.
Entre a fauna e a flora dominantes nas suas águas destacam-se a "Zonaria tournefortii", peixes-balão, ("Sphoeroldes marmoratus") e garoupas ("Serranus atricauda"). Além destas espécies, são observáveis:
- Água-viva ("Pelagia noctiluca")
- Alga castanha ("Dictyota dichotoma")
- Alga Roxa - ("Bonnemaisonia hamifera")
- Anêmona-do-mar ("Alicia mirabilis")
- Ascídia-flor ("Distaplia corolla")
- Boga (Boops boops")
- Caravela-portuguesa ("Physalia physalis")
- Chicharro ("Trachurus picturatus")
- Castanhetas-amarelas ("Chromis limbata")
- Estrela-do-mar ("Ophidiaster ophidianus")
- Garoupa ("serranídeos")
- Lírio ("Campogramma glaycos")
- Ouriço-do-mar-negro ("Arbacia lixula")
- Peixe-porco ("Balistes carolinensis")
- Peixei-rei ("Coris julis")
- Polvo ("Octopus vulgaris")
- "Pomatomus saltator"
- Salemas ("Sarpa salpa")
- Salmonete ("Mullus surmuletus")
- Solha ("Bothus podas maderensis")
- Sargo ("Dictyota dichotoma")
- Toninha-brava ("Tursiops truncatus")
- Tartaruga-careta - ("Caretta caretta")
- Vejas ("Spansoma cretense")
- "Zonaria flava"

No ilhéu nidificam importantes colónias de aves marinhas como o garajau-rosado, o garajau-comum, o frulho, o alma-negra, o angelito e o cagarro. Visando a preservação das mesmas, em 1993 foram erradicadas 13 cabras que viviam no ilhéu.